# اس‌ام‌اس هامبورگ
اس‌ام‌اس هامبورگ (به انگلیسی: SMS Hamburg) یک کشتی بود که طول آن ۱۱۱٫۱ متر (۳۶۵ فوت) بود. این کشتی در سال ۱۹۰۳ ساخته شد.